# Im Bann der Masken
Im Bann der Masken (spanisch: El bosque de los pigmeos) ist der dritte Band der Jugendbuch-Trilogie um die Abenteuer von Aguila und Jaguar von Isabel Allende und erschien 2004 im Hanser Verlag.

## Handlung
Kate Cold, eine Reiseschriftstellerin, ist mit ihrem Enkel Alexander, genannt Alex, und der jungen Brasilianerin Nadia im tiefsten Afrika. Ursprünglich als Safari geplant, entwickelt sich die Reise zu einem neuen Abenteuer. Was beschwingt begann, mündet schon bald in heikle Erlebnisse.
Auf der Suche nach zwei vermissten Ordensbrüdern trifft die kleine Gruppe aus inzwischen sechs Personen irgendwo im Urwald auf ein kleines Dorf, wo die vermissten Missionare zuletzt gesichtet wurden. Hier herrschen der grausame König Kosongo, der Milizenführer Mbembelé und der geheimnisvolle, mächtige Zauberer Sombe.
Alexander, Nadia und Kate geraten dort in den „Bann der Masken“ und versuchen, gemeinsam mit der unerschrockenen Pilotin Angie Ninderera und dem Missionar Bruder Fernando, die drangsalierten Bewohner des Urwalddorfes zu befreien und die Versklavung der mitbetroffenen Pygmäen zu beenden.

## Ausgabe
- Isabel Allende: Im Bann der Masken. Roman. Übersetzt von Svenja Becker. Suhrkamp.